# ドゥニーズ・ソリアーノ＝ブシューリ
ドゥニーズ・ソリアーノ＝ブシューリ（Denise Soriano-Boucherit, 1916年1月15日 - 2006年3月5日）は、エジプト出身のヴァイオリニスト。
カイロの生まれ。
5歳からヴァイオリンを始め、ヒューゴ・ビアンキに師事。1930年にパリ音楽院に進学し、ジュール・ブシューリのクラスで学び、1932年に一等賞を得て卒業した。
第二次世界大戦中は、フォンテーヌブローでブシューリと共にユダヤ人を匿い、この功績で1994年に諸国民の中の正義の人のメダルをイスラエル政府から贈られている。
1956年に師匠のブシューリと結婚。
1960年代からは演奏活動よりも後進の指導に熱心に取り組んでいたが、1990年代から2004年までソリアーノ四重奏団を組んで演奏活動を行っていた。
パリにて没。